# 북서 하와이 제도

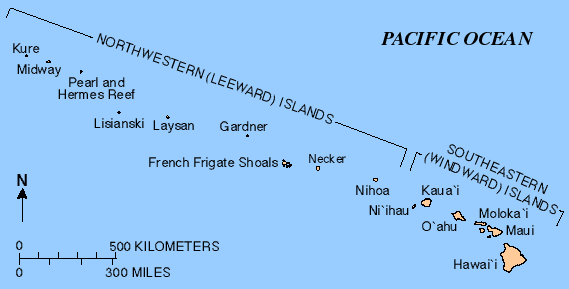
북서 하와이 제도는 하와이 제도의 일부를 형성한다.

북서 하와이 제도(Northwestern Hawaiian Islands) 또는 리워드 하와이 제도(Leeward Hawaiian Islands)는 하와이 제도의 카우아이섬과 니하우섬 북서쪽에 위치한 일련의 섬이자 환초이다. 정치적으로 이 섬들은 미드웨이 환초를 제외하고 미국 하와이주 호놀룰루군의 일부이다. 미드웨이 환초는 하와이주와 별개의 영토이며 미국령 군소 제도 중 하나로 분류된다. 미국 인구조사국은 미드웨이 환초를 제외한 이 지역을 호놀룰루군의 인구 조사 구역 114.98로 지정한다. 이 섬의 총 면적은 3.1075평방마일(8.048km²)이다. 니호아섬을 제외하고 이 섬들은 모두 북회귀선 북쪽에 위치하여 하와이에서 열대 지방 밖에 위치한 유일한 섬이다.

## 포함되는 섬
- 프렌치 프리깃 사주
- 가드너 암초
- 쿠레 환초
- 라이산섬
- 리시안스키섬
- 마로 환초
- 네커섬
- 니호아
- 펄 앤드 허미스 환초

## 같이 보기
- 미드웨이 환초
- 파파하노모쿠아키아 해양국립기념물
- 무인도